# Amtsgericht Bad Pyrmont

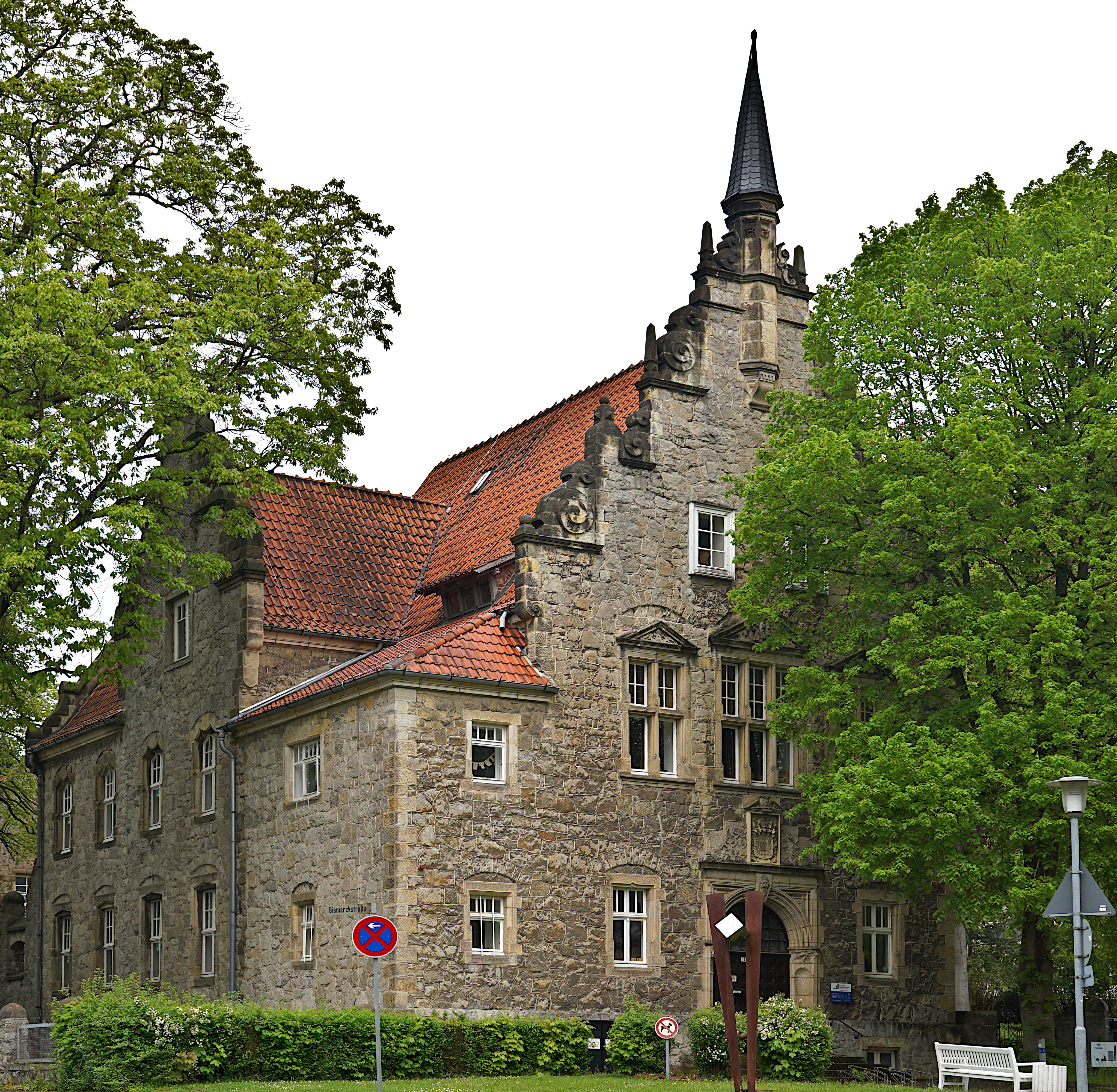
Ehem. Amtsgerichtsgebäude (2023)

Das Amtsgericht Bad Pyrmont (bis 1914: Amtsgericht Pyrmont) war ein deutsches Amtsgericht mit Sitz in Bad Pyrmont.

## Geschichte
Im Fürstentum Waldeck und Pyrmont bestand seit 1850 das Kreisgericht Pyrmont. Mit Akzessionsvertrag vom 18. Juli 1867 übertrug der Fürst die Verwaltung seines Landes an Preußen. Mit Allerhöchster Verfügung vom 6. Oktober 1868 des preußischen Königs wurden die vier Kreisgerichte in Amtsgerichte und das Obergericht in ein preußisches Kreisgericht umgewandelt. Dieses war dem Appellationsgericht Kassel untergeordnet. So entstand das Amtsgericht Pyrmont. Sein Sprengel bildete die Grafschaft Pyrmont. Siehe hierzu auch Gerichte im Fürstentum Waldeck und Pyrmont.
Mit dem Inkrafttreten des deutschen Gerichtsverfassungsgesetzes am 1. Oktober 1879 wurden reichsweit einheitlich Amts-, Land- und Oberlandesgerichte geschaffen. Das Amtsgericht Pyrmont blieb bestehen und war nun dem Landgericht Hannover nachgeordnet.
Im Jahre 1914 wurde Pyrmont in Bad Pyrmont umbenannt, und der Name des Amtsgerichts änderte sich entsprechend auf Amtsgericht Bad Pyrmont. Im Jahre 1974 wurde das Amtsgericht Bad Pyrmont aufgehoben.

## Gerichtsgebäude
In den Jahren 1906 und 1907 wurde das Amtsgericht (Bismarckstraße 14) mit Gefängnis (Bismarckstraße 16) erbaut. Diese bilden mit der den Gefängnishof umschließender Mauer, dem straßenseitigen Vorgarten und Einfriedung eine Baudenkmal-Gruppe. Das Amtsgericht ist ein zweigeschossiger Bruchsteinbau unter Satteldach im Stil der Neurenaissance mit Zwerchhäusern und Volutengiebeln und steht als Einzeldenkmal unter Schutz.